# Holice (Slovacchia)
Holice (in ungherese Gelle) è un comune della Slovacchia facente parte del distretto di Dunajská Streda, nella regione di Trnava.